# شرج آل ضبيعان (شبام)
'

تعديل مصدري - تعديل

شرج ال ضبيعان هي إحدى قرى عزلة شبام بمديرية شبام التابعة لمحافظة حضرموت، بلغ تعداد سكانها 98 نسمة حسب تعداد اليمن لعام 2004.